# Offensiva della Saar
La cosiddetta "offensiva della Saar" fu l'attacco lanciato dall'esercito francese a partire dal 7 settembre 1939 verso la regione tedesca della Saarland, nel corso delle prime fasi della seconda guerra mondiale; l'attacco era stato concepito per alleggerire la pressione sulla Polonia, sotto attacco tedesco dal 1º settembre precedente, ma di fatto si tradusse in una limitata avanzata oltre il confine tra Francia e Germania. L'operazione fu interrotta il 12 settembre, e nei giorni seguenti tutte le truppe francesi ritornarono sulle loro posizioni di partenza.

## L'offensiva
Nei mesi precedenti lo scoppio della seconda guerra mondiale, si erano svolte diverse discussioni tra i rappresentanti francesi e polacchi per mettere a punto azioni congiunte in caso di attacco tedesco alla Polonia; in particolare, il 19 maggio 1939, con la firma a Parigi del "patto Kasprzycki-Gamelin" (dal nome dei firmatari, il ministro della guerra polacco Tadeusz Kasprzycki ed il capo di stato maggiore francese Maurice Gamelin), la Francia si impegnava a lanciare un massiccio attacco contro la Germania entro due settimane dall'inizio dell'aggressione tedesca, impiegando dalle 35 alle 38 divisioni.
Tuttavia lo stato maggiore dell'esercito francese non aveva elaborato alcun piano per mettere in atto una simile promessa, essendo la strategia della nazione molto più orientata alla difensiva; già il 31 maggio una direttiva di Gamelin ridusse la portata dell'offensiva ad una mera "azione di studio delle forze nemiche", senza informare i polacchi del cambiamento: i francesi si attendevano che l'esercito polacco fosse capace di resistere ai tedeschi almeno per tre o quattro mesi, tempo giudicato necessario per permettere il completamento della mobilitazione delle forze francesi e la pianificazione di un'offensiva vera e propria.

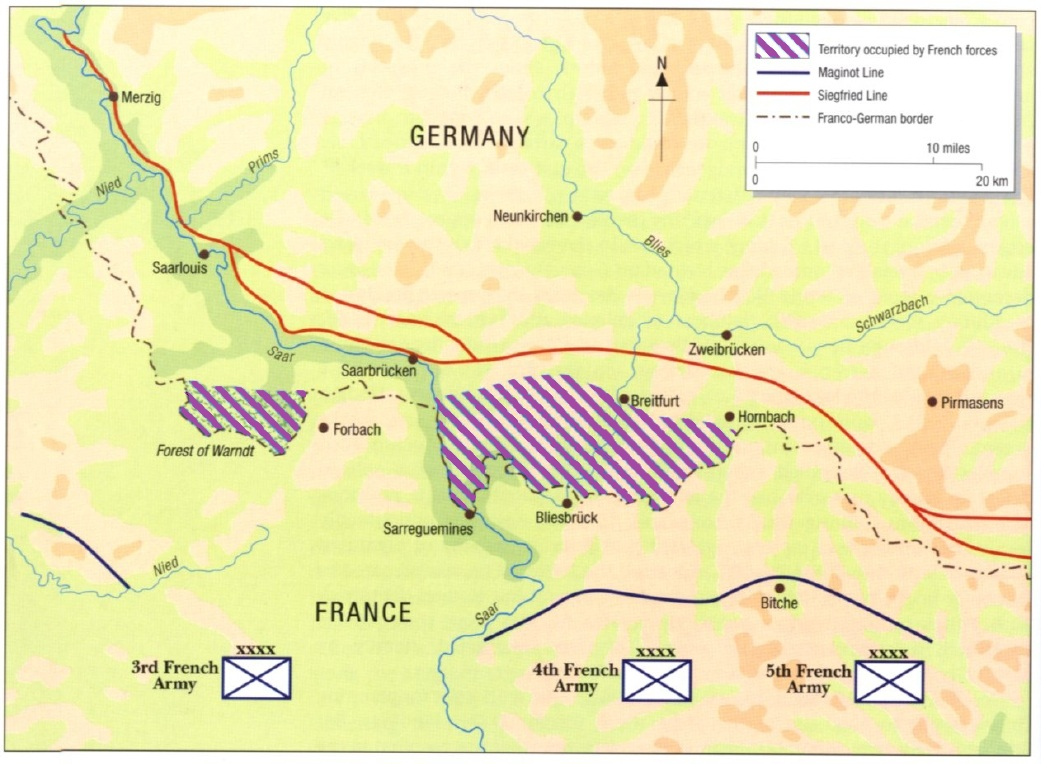
Carta dell'operazione

Il 3 settembre Francia e Regno Unito dichiararono guerra alla Germania: le forze francesi, la cui mobilitazione era iniziata già il 1º settembre, furono fatte affluire verso il confine franco-tedesco, prendendo posizione dietro le fortificazioni della linea Maginot. Il 7 settembre, di fronte al rapido disfacimento delle difese polacche, Gamelin diede ordine di attuare la promessa offensiva, con lo scopo di distrarre forze tedesche dal fronte orientale e di alleggerire così la situazione degli alleati polacchi: nove divisioni francesi sotto il comando del generale André Gaston Prételat iniziarono una lenta penetrazione nella regione della Saarland, secondo un vecchio schema operativo approntato durante la crisi dei Sudeti del 1938.
Le truppe francesi avanzarono lungo un fronte di 25 km davanti Saarbrücken, penetrando in territorio tedesco per circa 8 km e catturando una ventina di piccoli villaggi abbandonati; i francesi subirono poche perdite, principalmente causate da mine, e la loro avanzata fu solo debolmente contrastata dai tedeschi, che preferirono ripiegare sulle fortificazioni della linea Sigfrido. Preoccupato per le pessime notizie provenienti dalla Polonia, il 12 settembre Gamelin ordinò a Prételat di arrestare le truppe ad almeno un chilometro di distanza dalle prime posizioni della linea Sigfrido, e di attestarsi sulla difensiva; quello stesso giorno una conferenza tra i vertici francesi e britannici ad Abbeville confermò la decisione di Gamelin, ponendo di fatto fine all'offensiva.
Le truppe francesi rimasero padrone del poco terreno conquistato fino al 4 ottobre seguente, quando tutti i reparti furono fatti arretrare sulla linea Maginot. L'offensiva della Saar rappresentò una grave occasione perduta per gli Alleati: con il grosso della Wehrmacht impegnato in Polonia, le poche truppe tedesche schierate sul confine occidentale non avrebbero potuto contenere un'offensiva francese su vasta scala; il debole attacco francese non indusse i tedeschi a richiamare truppe dalla Polonia, e le operazioni belliche sul fronte orientale poterono continuare indisturbate. Il 6 ottobre la campagna polacca ebbe termine con una completa vittoria delle forze tedesche, mentre ad occidente il fronte si attestò in una situazione di calma relativa nota come "strana guerra".